# District de Saihan
Cette page contient des caractères spéciaux ou non latins. S’ils s’affichent mal (▯, ?, etc.), consultez la page d’aide Unicode.
Le district de Saihan (mongol : ᠰᠠᠶᠢᠬᠠᠨ
ᠲᠣᠭᠣᠷᠢᠭ, cyrillique : Сайхан дүүрэг, MNS : Saikhan düüreg ; chinois : 赛罕区 ; pinyin : Sàihǎn qū) est une subdivision administrative de la région autonome de Mongolie-Intérieure en Chine. Il est placé sous la juridiction de la ville-préfecture de Hohhot.
Saihan signifie magnifique dans les langues mongoles.

## Transports
L'Aéroport international de Hohhot Baita, principal aéroport de Hohhot est situé dans cet arrondissement.
La ligne 1 du métro de Hohhot dessert ce district. 

## Patrimoine
Le district comporte la Pagode Wanbu-Huayanjing, classée sur la liste des sites historiques et culturels majeurs protégés au niveau national.

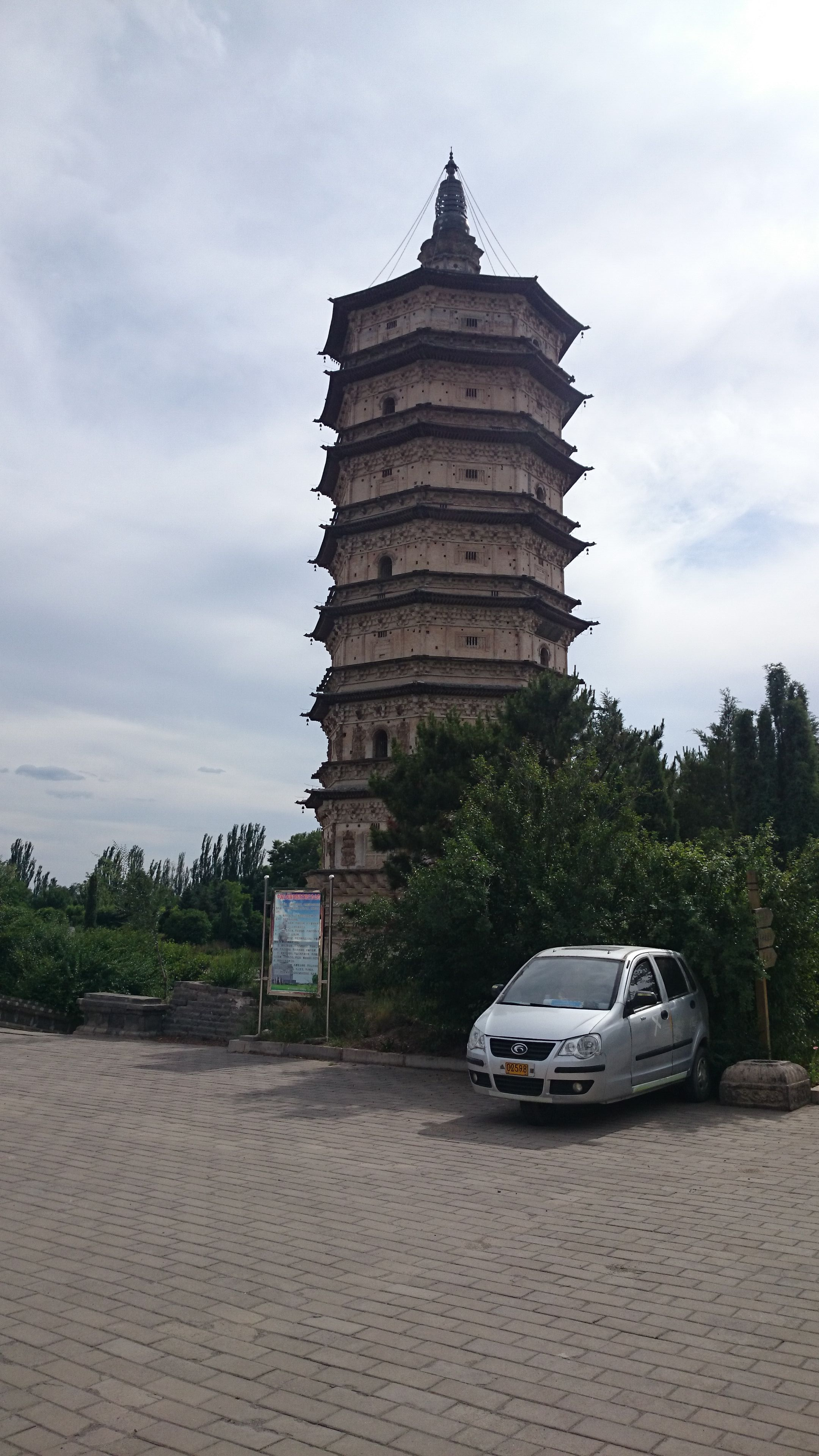
Pagode Wanbu-Huayanjing
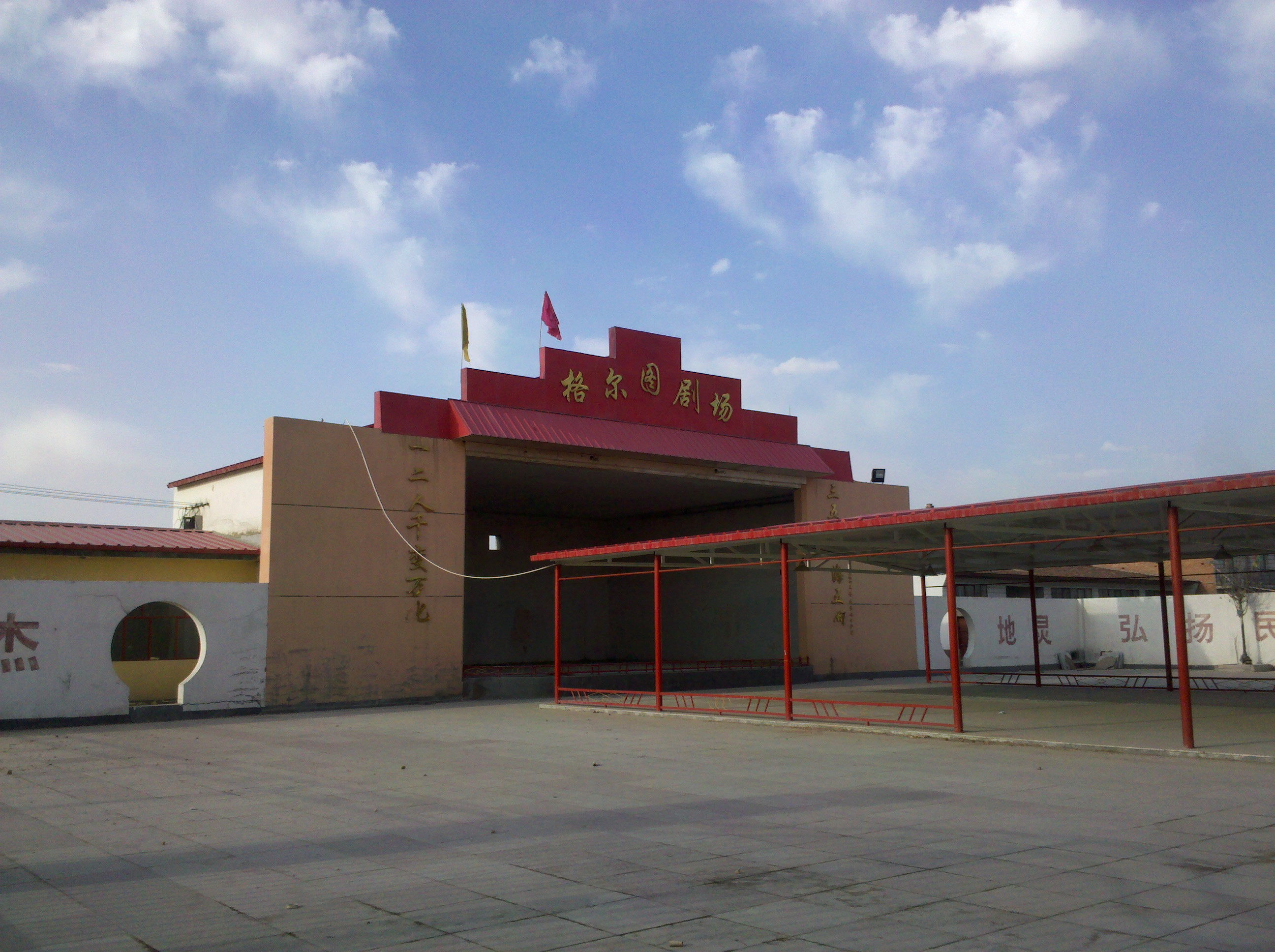
Théatre Ge'er (挌尔剧场) de Saihan
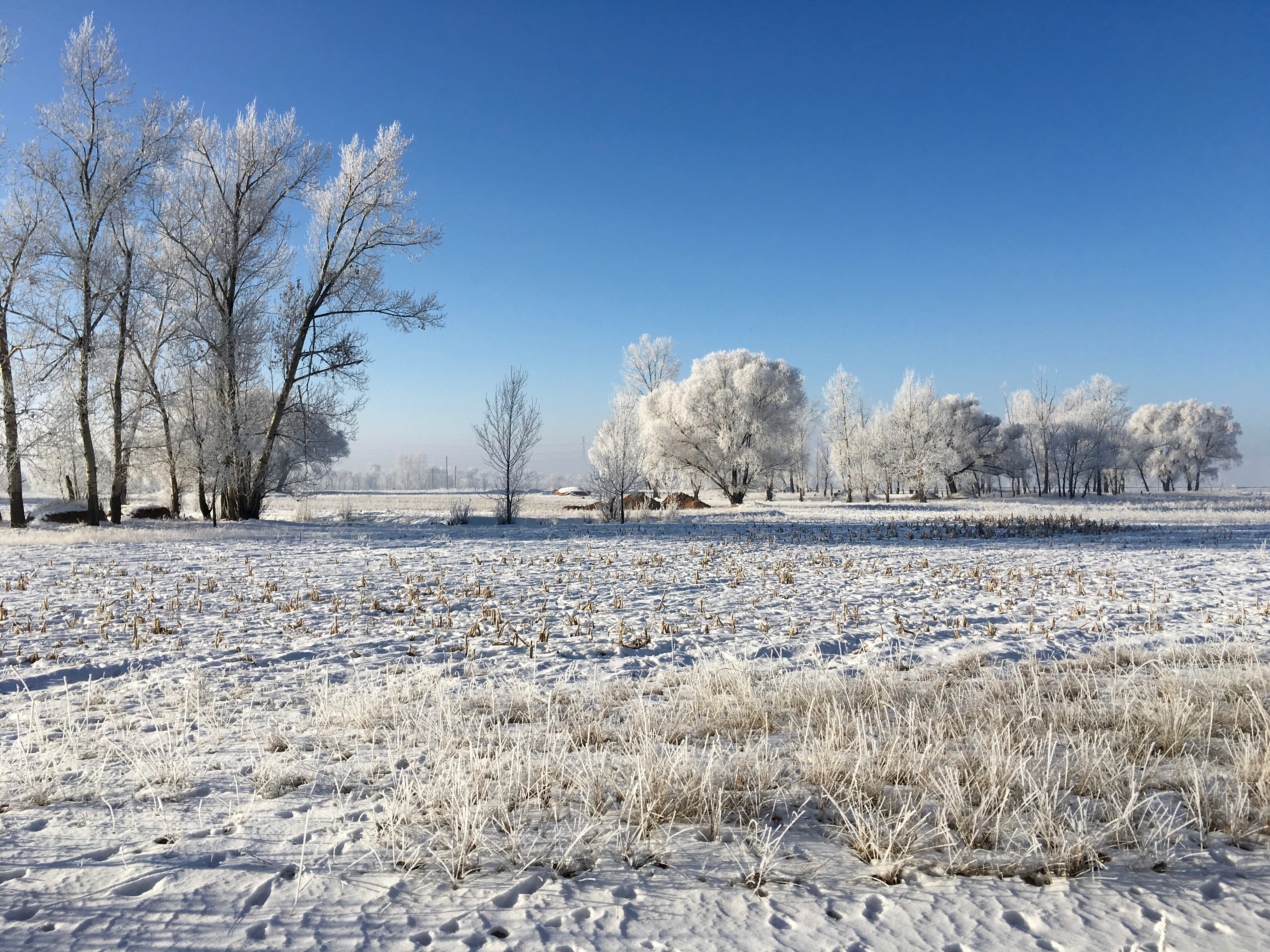
Campagne sous la neige
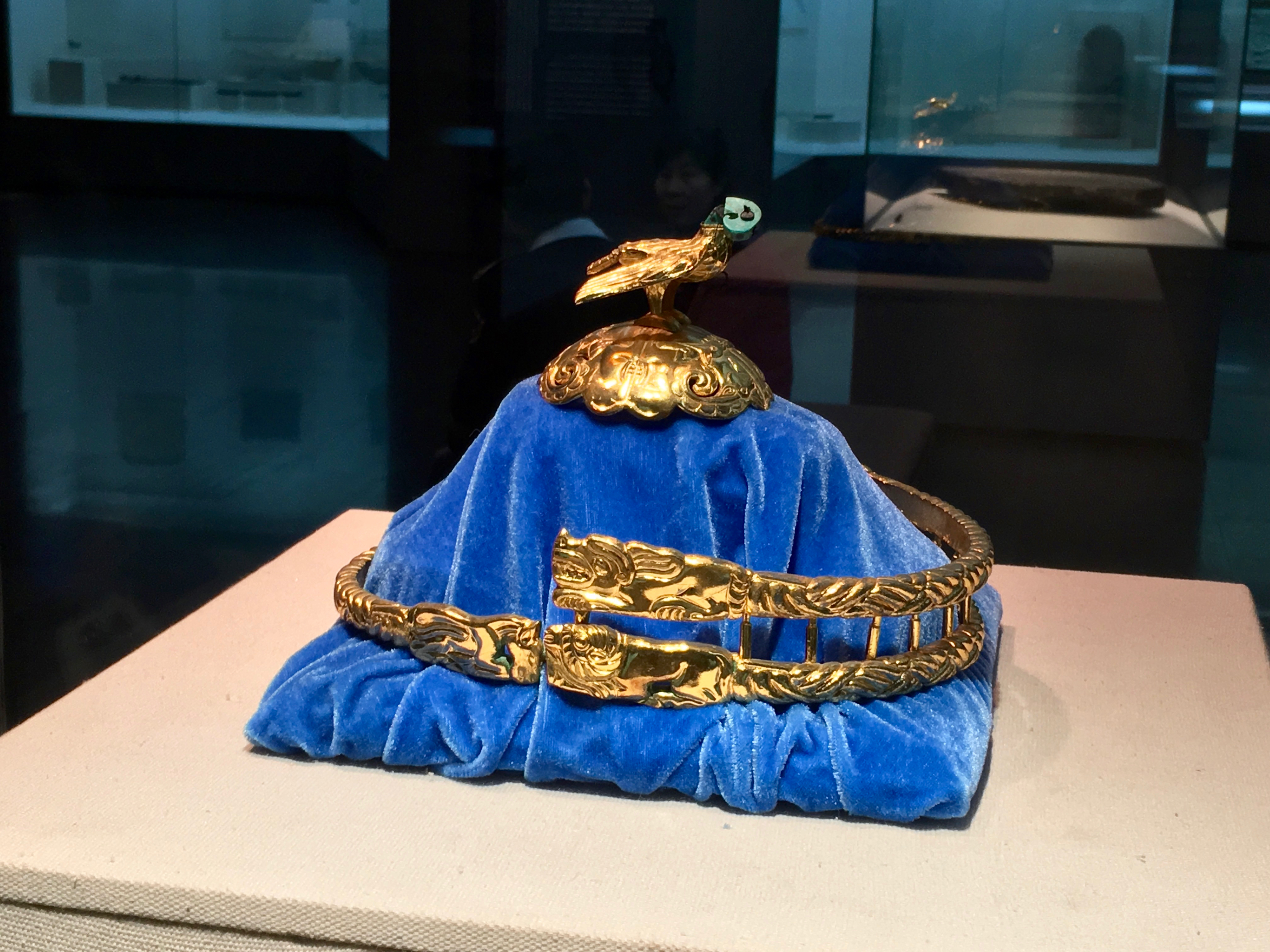
Pièces du musée du district